# ブレアハウス

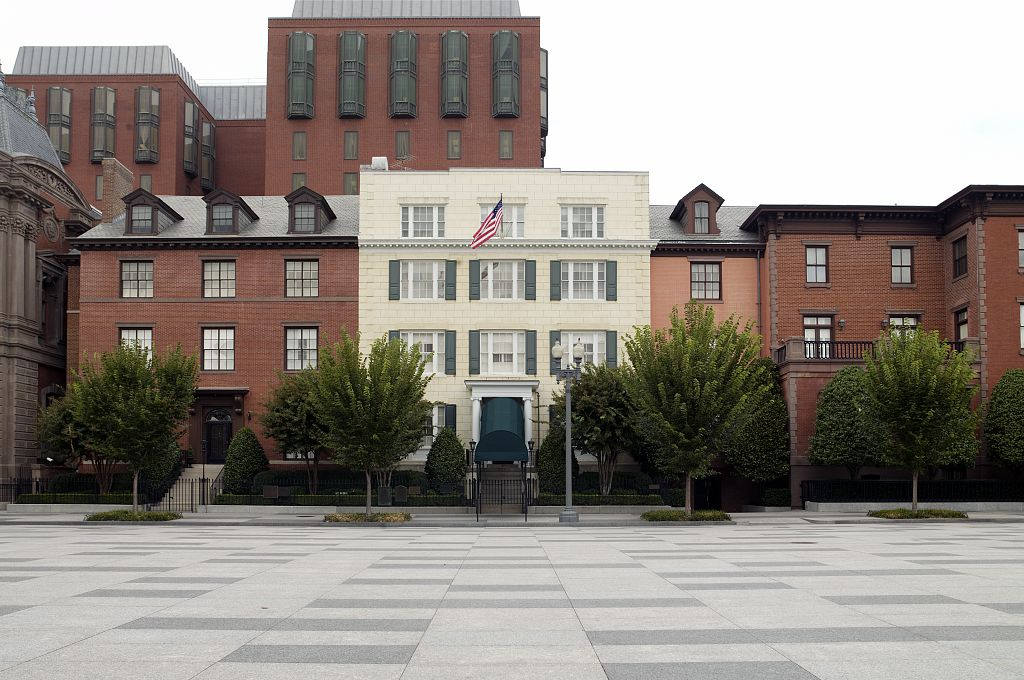
ブレアハウス

ブレアハウス (Blair House) は、アメリカ合衆国大統領の賓客が宿泊する施設。ホワイトハウスの北西、大統領府の一画を成すアイゼンハワー行政府ビルからペンシルベニア大通りを挟んだ北側に位置する。

## 歴史
現在のブレアハウスは4軒の家屋を繋げた複合施設となっている。
合衆国旗が掲げられた白い石灰岩の建物が玄関口のある主屋で、1824年に初代合衆国陸軍軍医総監のジョセフ・ローベルの邸宅として建てられた。その後1836年に『ワシントングローブ』紙社主でジャクソン大統領の側近的存在だったフランシス・ブレアがこれを買い取り、以後1世紀以上にわたってこれがブレア家の邸宅となった。
ブレアは1859年に主屋の隣に別屋を建て、ここに娘のエリザベスと婿のサミュエル・リーを住まわせた。のちにこの2軒は連結され、ペンシルベニア大通り1651番地のブレア邸と1653番地のリー邸は合せて「ブレア＝リー・ハウス」と呼ばれるようになる。
1942年に合衆国政府がこの両屋を買収し、合衆国大統領の賓客のための宿泊施設とした。このときリーの名が外され「ブレアハウス」が正式な名称になったが、その後もしばらくは「ブレア＝リー・ハウス」という呼称が一般には使用されることが多かった。

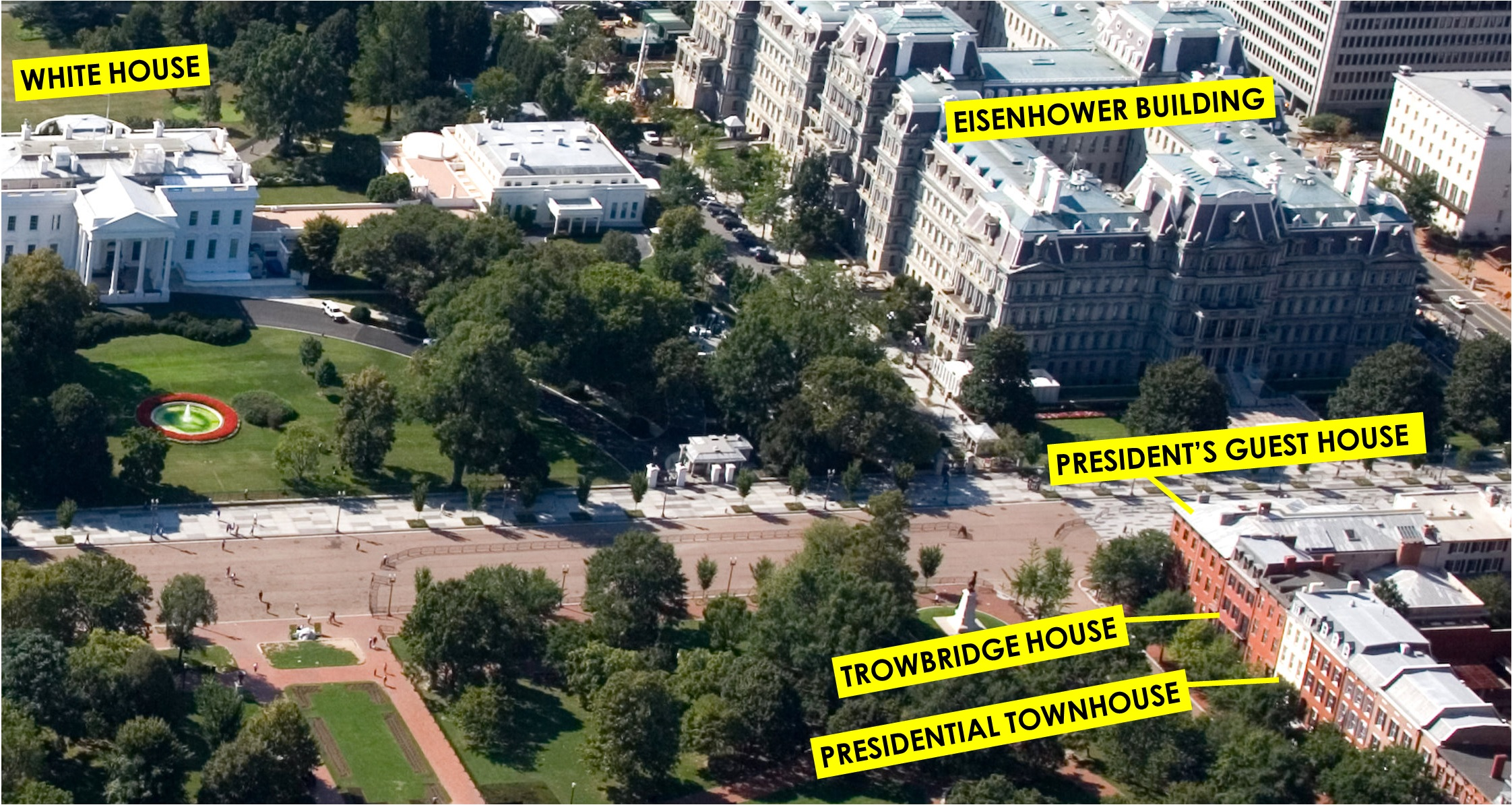
ブレアハウス

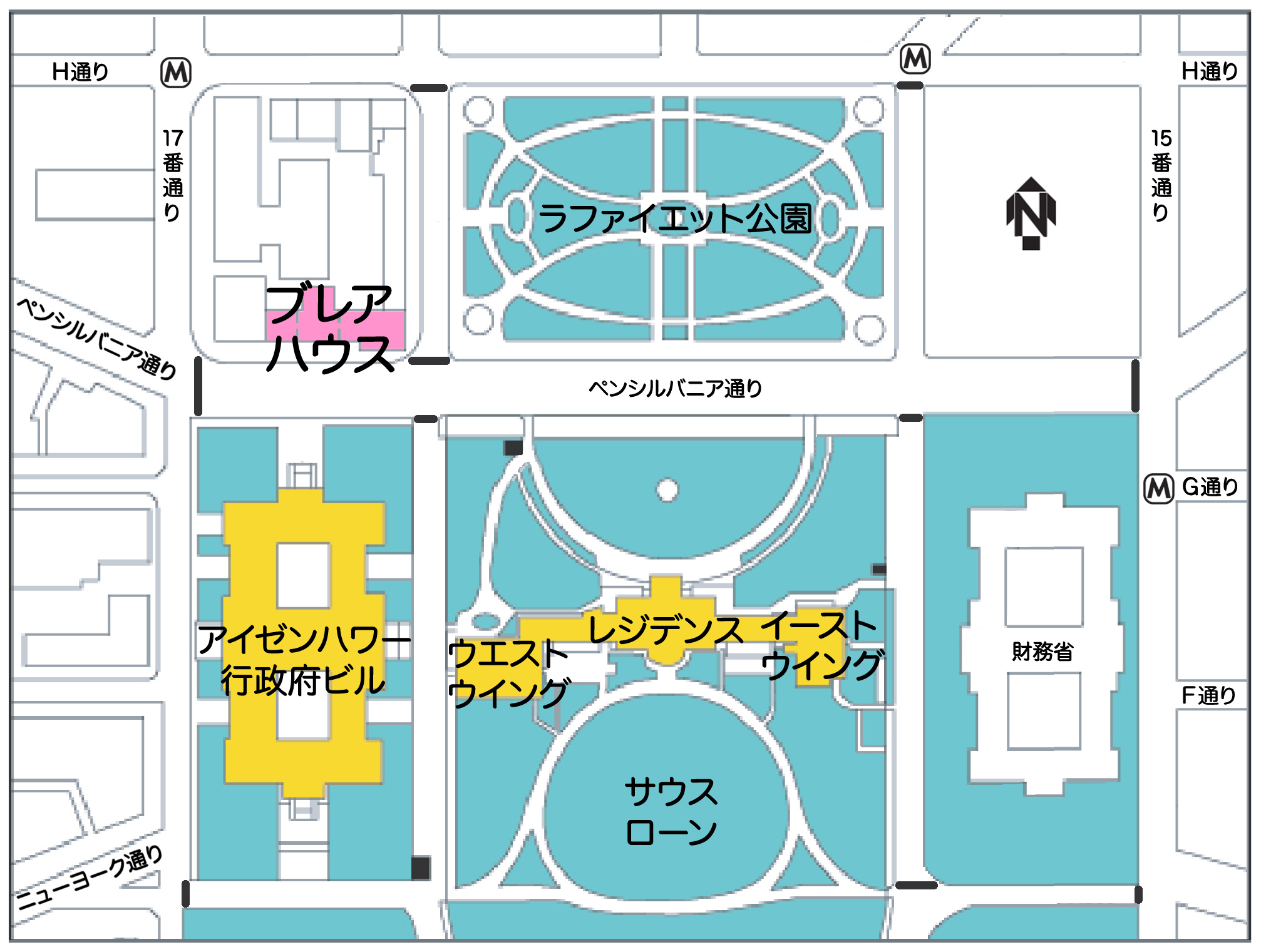
ホワイトハウス周辺図

ブレアハウスは合衆国大統領が賓客をもてなすための施設であって、合衆国政府の迎賓館ではない。したがって通常は大統領の賓客である外国の君主や元首が宿泊するが、そのほかにも就任式を控えた大統領当選者や、元大統領の国葬に参列するためワシントン入りした未亡人などを大統領が賓客として宿泊させたこともある。
1948年から52年にかけては、ホワイトハウスに大規模な解体改修工事が行なわれた。工事は石積みの外壁のみを残して内部を基礎を含めてすべて造り直すという大掛りなものとなったため、その間大統領府は一時的にブレアハウスに移転した。トルーマン大統領は任期後半の5年間をここで過ごし、旧ブレア邸側を居住の場に、旧リー邸側を執務の場としている。
1980年代には、今度はブレアハウスの方に大規模な改修工事が施された。旧ブレア邸側と旧リー邸側の間に残っていた内部の壁はすべて取り除かれ、また裏手には新たに北棟が増築された。さらに隣接するトローブリッジハウスが連結されて、これが元大統領がワシントンを訪問する際にはいつでも使用できる宿泊所として整備された（アメリカでは退任した大統領も儀礼上は生涯大統領として接遇される）。この結果、4棟の総部屋数は119室、総床面積は7万平方フィートを超え、ホワイトハウスの本館・レジデンスよりも規模の大きい施設となった。それでいてペンシルベニア大通りからの外観は建築当初からほとんど変わらないため、ブレアハウスは外観は小さな3階建て、内部は両脇の建物をぶち抜きさらに奥深く広がる壮大な邸宅という、独特のコントラストを見せることになった。ブレアハウスを初めて訪れる外国元首の多くは、まず旧ブレア邸の外観とそのこぢんまりとした入り口に困惑の表情を隠せず、しかし一歩中に立ち入ると今度はその広大さに驚きの表情を隠せないという。

## 逸話

### 姻戚の因縁
フランシス・ブレアの娘・エリザベスの夫となったサミュエル・リーは、南北戦争で南軍を率いたロバート・リー将軍の再々従弟にあたる。一方エリザベスの兄で、ブレア家を継いだフランシス・ブレア・ジュニアは、南北戦争で北軍の将校として各地を転戦した歴戦の勇士だった。南北戦争でリー将軍の好敵手として知られたのが北軍を率いたユリシーズ・グラント将軍だったが、フランシス・ジュニアはこのグラントと折り合いが良くなかった。戦後、1868年の大統領選にグラントが共和党から立候補すると、フランシス・ジュニアは民主党のホレイシオ・シーモア候補の副大統領候補として出馬したが、圧倒的な人気を誇るグラントの前にあえなく敗北している。このときもし民主党が勝利してフランシス・ジュニアが副大統領になっていたら、ブレアハウスは後々まで副大統領府となっていたかもしれなかった。現在の副大統領府は、このブレアハウスからペンシルベニア大通りを隔てて建つアイゼンハワー行政府ビルの中にある。

### 英雄の顕彰
歴代のアメリカ大統領の中には暗殺されたり狙撃されて重傷を負ったりした者が少なくない。暗殺計画や未遂事件も枚挙に暇がないが、日本の五・一五事件や二・二六事件のように官邸であるホワイトハウスが襲撃されて大統領に危害が及んだことだけはこれまでに一度もない。唯一、あわや、という事件が起きたのはこのブレアハウスにおいてだった。1950年11月1日、プエルトリコ独立運動の過激分子二人組がブレアハウスに居住するトルーマン大統領の暗殺を企て同家屋内に浸入しようとした。しかしこれを察知したシークレットサービスとたまたま居合わせた警護担当警察官のレスリー・コッフェルトとの間で銃撃戦となる。コッフェルトが犯人の一人を射殺することに成功したこともあって大統領は無事だったが、コッフェルト自身も被弾して4時間後病院で死亡した。現在ブレアハウスの玄関脇にはこのコッフェルトの殉職を顕彰する銅製刻板が置かれている。

### 盟友の激励
ブレアハウスはアメリカ合衆国の元首である大統領の賓客が宿泊する施設なので、ここに滞在する人物は大統領と「同格」である各国の君主や元首が圧倒的に多い。首相は行政府の長であって国家の元首ではないので、外交プロトコル上かならずしも君主や元首と同等の待遇を受けるものとは限らない。しかしそこはあくまでも大統領個人の賓客のための施設だけあって、大統領は時に気心の知れた親しい首相をブレアハウスに泊めて親しくもてなすことがある。日本の総理ではブッシュ大統領と極めて親密な関係にあった小泉純一郎がブレアハウスに滞在しているが、これが2001年のアメリカ同時多発テロ事件から2週間と経たない、首都ワシントンがまだ戒厳下にある時期だったので大きな話題となった。小泉はゲストブックへの署名に、次のような異例の激励の言葉を添えている。

| 原文 | 訳文 |
| --- | --- |
| Thank you very much for comfortable stay. Fight Terrorism! 小泉純一郎 Junichiro Koizumi 平成十三年九月二十五日 2001. 9. 25 We firmly stand by the United States of America. | 快適な滞在ができたことに感謝します。 テロと戦え！ （署名） （日付） われわれはアメリカ合衆国の心強い味方であります。 |